# Stampen (företagsgrupp)
Denna artikeln handlar om företagsgruppen Stampen, för andra betydelser se Stampen (olika betydelser)
Stampen Lokala Medier AB är moderbolag i Stampengruppen som är en av Sveriges största mediekoncerner.
Stampengruppen består i sin tur av två affärsområden: Stampen Media och Stampen Tryck & distribution. Inom Stampen finns 14 tidningstitlar, däribland Göteborgs-Posten, digitala mötesplatser och verksamhet inom utomhusreklam. Stampen Tryck & distribution består av Nordens största tryckerikoncern V-TAB och logistik- och distributionsbolaget VTD.
Före 2019 var Stampen Lokala Medier och tryckerierna V-TAB ett gemensamt bolag

## Historia

### Bildande
1926 köpte Harry Hjörne Göteborgs-Posten.
Stampengruppen bildades 2005 ur Tidnings AB Stampen, som då var moderbolag i GP-koncernen. Företagets namn kommer från stadsdelen Stampen i Göteborg där huvudkontoret ligger.

### Expansion
1996 utsågs Tomas Brunegård till verkställande direktör för Göteborgs-Posten, och han skulle snart komma att avancera till vd för moderbolaget Stampen AB. Tillsammans med huvudägaren Peter Hjörne inledde han arbetet med att genom stordriftsfördelar utveckla bolaget genom förvärv, allianser och korsägande tillsammans med andra aktörer. 
2002 samlades alla tryckerier i dotterkoncernen V-TAB. 
2004 köpte Stampen in sig i den börsnoterade tidningskoncernen VLT (Vestmanlands Läns Tidning) med syfte att bilda en koncern av lokaltidningar i Västmanland, Närke, Västergötland och Bohuslän. Man misslyckades dock med att förvärva majoriteten av VLT-aktierna.
När Centerpartiet valde att avyttra sin koncern Centertidningar fanns många bud. Högsta budet, 1,8 miljarder kronor, lade Stampen tillsammans med NLT, VLT AB och Mittmedia, och förvärvet skedde 2005.
Stampens dotterbolag Västsvenskt Tidningstryckeri AB (VTAB) och VLT Press AB köpte tillsammans 2006 Tabloidtryck AB och inordnade det under V-TAB, som därmed blev en av norra Europas största tryckerikoncerner. 2006 köpte Stampen även aktiemajoriteten i tidningarna Bohusläningen och Strömstads Tidning.
2007 lyckades Stampen AB efter budstrider nå mer än 50 procentigt ägande av VLT. I samband med affären bildades två nya dotterbolag, där Promedia samlade 14 tidningar från VLT och Nerikes Allehanda och Mediabolaget samlade de fem morgontidningarna Bohusläningen, Strömstads Tidning, TTELA, Hallands Nyheter och Hallandsposten.
2008 köpte Stampen Bure-ägda Appelberg Publishing. VLT, som nu var dotterbolag, köpte tidningskoncernen Mitt i, som gav ut gratistidningar i 31 svenska orter.
2010 köpte V-TAB tryckerier i Södertälje, Avesta och Falköping. Stampen köpte samma år in sig i modesajten Devote.se, hälsokostsajten Familjeapoteket och utomhusreklambolaget Wall Street.
2011 köpte Stampen gratistidningarna Vänersborgare, Trollhättan 7 dagar, Varbergs-Posten, Falkenbergs-Posten och Halmstad 7 dagar. Detta år förvärvades även eventbolaget Minnesota Communication.
Stampen köpte 2012 OTW Publishing, tidigare ägt av Forma Publishing Group.
I november 2018 meddelade Stampen att företagets två affärsområden, mediehuset Stampen Media och tryckerikoncernen V-TAB, också skulle bli två självständiga företag, varefter moderbolaget avvecklas. Förändringen genomförs under 2019.[Uppdatering behövs]

### Ekonomiska svårigheter och företagsrekonstruktion
2012 avgick Tomas Brunegård som vd och koncernchef för Stampen AB. Han var därefter styrelseordförande fram till 2014. 
Företaget fick 2011 ett banklån på 1,9 miljarder kronor. I maj 2013 tecknades ett tilläggsavtal med Handelsbanken, SEB och Nordea, varvid bankerna också tog Stampens aktieinnehav i pant. Efter bankkrav om utförsäljning av tillgångar, såldes bland annat Mitt i-tidningarna. Efter januari 2015 bedrevs koncernens verksamhet med hjälp av kortfristiga högräntelån. Koncernens soliditet var 2015 låg som sex procent.
Den 23 maj 2016 ansökte mediekoncernen om rekonstruktion vid Göteborgs tingsrätt. Göteborgs tingsrätt beviljade ansökan och beslöt också i augusti att förlänga rekonstruktionsperioden till den 23 november 2016.
Under hösten 2016 kunde rekonstruktionen avslutas, efter att skuldnedskrivning genom offentligt ackord fastställts och vunnit laga kraft. Därefter kunde ett flerårigt bankavtal tecknas och en nyemission genomföras i slutet av december. Genom den blev bland andra Göteborgsbaserade Ernström & C:o, Stena Finans och Provobis Holding nya delägare i Stampen AB.
Trots rekonstruktion och branschpress redovisade mediekoncernen ett rörelseresultat på 63 miljoner kronor och en vinst på 10 Mkr för 2016.

### PNV Media blir huvudägare
Efter att Stampen Media åter fått ekonomiska problem förvärvade PNV Media i april 2019 51,0 procent av aktierna i Stampen Media genom ett köp för 98 miljoner kronor, samtidigt som 60 miljoner kronor tillfördes bolaget genom en nyemission. Efter detta sjönk tidigare ägarfamiljen Hjörnes ägarandel till 14,6 procent. Övriga större ägare var Ernström Kapital (12,2 procent), Dan Sten Olsson (7,5 procent), Styviken Invest (6,4 procent) och familjen Hörling (4,0 procent). Detta innebar att familjen Hjörne efter 93 år släppte greppet om Göteborgs-Posten, och i samband med ägarskiftet blev Per Axel Koch ny styrelseordförande och Peter Hjörne vice ordförande i Stampen Media. Bolagets tidigare verkställande direktör Johan Hansson fortsatte att leda verksamheten.
Mediakonsoritet PNV Media ägs i sin tur av norska börsnoterade Polaris Media, svenska familjeägda NWT-koncernen (som ger ut Nya Wermlands-Tidningen) och stiftelseägda VK Media (som ger ut Västerbottens-Kuriren).

## Tidningar i Stampengruppen i urval
- Göteborgs-Posten
- Hallands Nyheter
- Hallandsposten
- Bohusläningen
- Strömstads Tidning
- TTELA